# 羅一道
羅一道（1515年—1598年），字貫卿，號鍾山，廣東廣州府東莞縣人，明朝政治人物。

## 生平
嘉靖二十八年（1549年）己酉科廣東鄉試第三十九名。嘉靖二十九年（1550年）庚戌科會試聯捷第二百六十六名，登進士第二甲第十名。授刑部主事。拒絕賄賂權臣严嵩之子嚴世蕃，十馀年不得升遷。
嚴嵩罷官，羅一道迁郎中。历福建按察使司副使，隆慶三年正月升贵州布政司右参政，五年正月考察以不謹降调。復除湖广布政使司参政，提督湖、川、贵三省粮储。卒年八十四。

## 著作
有《恤刑疏稿》、《钟山集》。

## 家族
曾祖羅祖勝；祖父羅積真；父羅觀貴。母馮氏。慈侍下。弟一达、一遂、一通。